# Hallskärets naturreservat
Hallskärets naturreservat är ett naturreservat i Norrtälje kommun i Stockholms län.
Området är naturskyddat sedan 1971 och är 9 hektar stort. Reservatet omfattar höjder på norra delen av Hallskäret och Hallskärskobarna öster om denna. Reservatet består av hällmark med enstaka låga träd.